# Onufrij (Lehkyj)
Onufrij (světským jménem: Oleh Volodymyrovyč Lehkyj; * 27. března 1970, Chodoriv) je ukrajinský duchovní Ukrajinské pravoslavné církve Moskevského patriarchátu a metropolita charkovský a bohoduchivský.

## Život
Narodil se 27. března 1970 v Chodorivu v rodině kněze.
Roku 1987 dokončil střední školu a začal pracovat ve lvovské eparchiální správě.
V září 1989 odešel s metropolitou Nykodymem (Rusnakem) ze Lvova do Charkova.
Dne 28. srpna 1990 byl charkovským metropolitou Nykodymem rukopoložen na diákona.
Dne 4. října 1992 byl rukopoložen na jereje.
Roku 1993 dokončil Oděský duchovní seminář. Stejného roku byl povýšen na protojereje.
Roku 1998 dokončil dálkové studium na Kyjevské duchovní akademii.
Dne 17. dubna 2000 jej Svatý synod Ukrajinské pravoslavné církve zvolil biskupem izjumským a vikářem charkovské eparchie.
Dne 20. dubna 2000 byl v Kyjevskopečerské lávře postřižen na monacha se jménem Onufrij na počest svatého mučedníka Onufrije (Gagaljuka). Následující den byl povýšen na archimandritu q oficiálně jmenován biskupem. Dne 22. dubna proběhla jeho biskupská chirotonie.
Dne 8. července 2003 obhájil na Křesťanské teologické akademii ve Varšavě magisterskou práci na téma Charkovská eparchie (1850–1892), historicko-kanonický výzkum.
Od roku 2003 byl představeným Pokrovského monastýru v Charkově.
Dne 20. května 2007 byl povýšen na arcibiskupa.
Dne 16. září 2011 se stal dočasným správcem charkovské eparchie a 8. května 2012 jejím eparchiálním biskupem.
Dne 20. července 2012 byl jmenován rektorem Charkovského duchovního semináře.
Dne 23. listopadu 2013 byl povýšen na metropolitu.
Od září do listopadu 2022 dočasně spravoval izjumskou eparchii.